# Aillevillers-et-Lyaumont
Aillevillers-et-Lyaumont – miejscowość i gmina we Francji, w regionie Burgundia-Franche-Comté, w departamencie Górna Saona.
Według danych na rok 1990 gminę zamieszkiwały 1883 osoby, a gęstość zaludnienia wynosiła 52 osoby/km² (wśród 1786 gmin Franche-Comté Aillevillers-et-Lyaumont plasuje się na 79. miejscu pod względem liczby ludności, natomiast pod względem powierzchni na miejscu 19.).